# Bernardo Carvalho
Bernardo Teixeira de Carvalho (Rio de Janeiro, 5 de setembro de 1960) é um escritor, tradutor e jornalista brasileiro, considerado um dos principais romancistas brasileiros do século XXI. É também colunista da Folha de São Paulo, para a qual escreve mensalmente. É geralmente lembrado pelo seu romance Nove Noites, amplamente reconhecido pela crítica especializada como um dos principais romances da ficção brasileira contemporânea.

## Publicações
Foi editor do suplemento de ensaios Folhetim, e correspondente da Folha de S. Paulo em Paris e Nova Iorque. Seus dois primeiros livros foram editados na França.
Em 2006, trabalhou com o grupo Teatro da Vertigem e escreveu, de forma colaborativa com o diretor e os atores, a peça BR3, encenada pelo grupo.
Para escrever seu romance Mongólia, viajou pelo país, com bolsa de criação literária da fundação portuguesa Oriente, propondo, nesse texto, "um novo olhar sobre o espaço, uma nova consciência da inquietude e da mobilidade".
Carvalho também passou um período vivendo entre os os Krahôs, para tentar entender o personagem de seu romance Nove Noites, um antropólogo estadunidense que se suicidou enquanto pesquisava esse povo indígena.
Em 2021, publicou O último gozo do mundo, fábula distópica ambientada no contexto de pós-pandemia da Covid-19, no qual reflete sobre a quarentena e a sensação de fim do mundo.
Bernardo Carvalho teve o seu livro Mongólia distinguido com o Prêmio APCA da Associação Paulista dos Críticos de Arte, edição 2003, bem como o Prêmio Jabuti de 2004, ambos na categoria romance. Mais tarde, em 2014, receberia novamente o Jabuti por Reprodução, também na categoria romance. Antes, ele recebeu, a meias com Dalton Trevisan (Pico na Veia), o Prêmio Portugal Telecom de Literatura Brasileira, com o romance Nove Noites. 

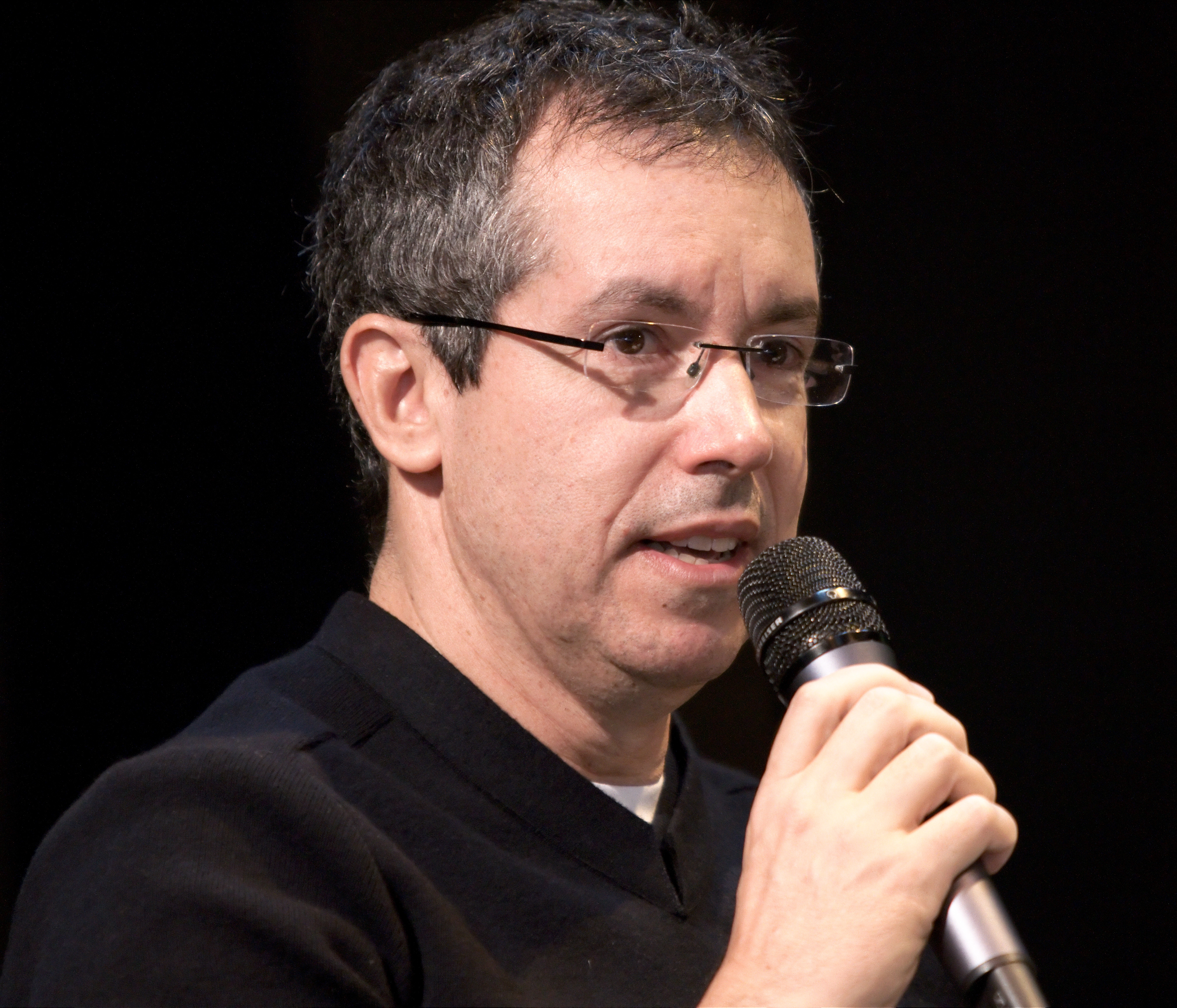
Bernardo Carvalho no Salão do Livro em Paris em 2010

## Obras
- 1993 Aberração (coletânea de contos)
- 1995 Onze (romance)
- 1996 Os Bêbados e os Sonâmbulos (romance)
- 1998 Teatro (romance)
- 1999 As Iniciais (romance)
- 2000 Medo de Sade (romance)
- 2002 Nove Noites (romance)
- 2003 Mongólia (romance)
- 2006 BR3 (peça)  - autoria colaborativa
- 2007 O Sol se Põe em São Paulo (romance)
- 2009 O Filho da Mãe (romance) [11]
- 2013 Reprodução (romance)
- 2016 Simpatia pelo demônio (romance)
- 2018 O limpador de ouvidos (conto) - publicado na revista Piauí [12]
- 2021 O último gozo do mundo
- 2023 Os Substitutos (romance)